# 吳育樞
吳育樞（英語：Jason Ng Yuk Shu，1962年12月31日—），香港動作指導和男演員，香港動作特技演員公會秘書長，出身於1983年邵氏電影公司武術訓練班。曾跟隨劉家良的劉家班和梁小熊的武術指導班底工作。後來加入電視台當副動作特技指導。他近年多以動作特技指導參與電視劇的拍攝工作。在中國內地則以動作導演的身份參與電影拍攝的幕後工作。現無綫電視動作特效藝員。

## 背景
吳育樞於新界葵青區石蔭邨7座長大，分別在1975年和1980年畢業於新會古井同鄉會達善小學下午校以及崇新英文書院（第十屆理科畢業校友）。歌手張立基為其早一屆畢業的中學師兄。吳育樞就讀小學時在校內的天台種花，取得了校際獎項。就讀中學時則曾在拳館教拳，亦有私人授課。他自小喜歡武術，所涉獵的功夫範疇廣闊，包括日本劍道、洪拳、太極、少林長拳、剛柔流空手道、泰拳、詠春、氣功和跆拳道。吳育樞早年畢業於1984年的邵氏電影公司動作演員訓練班，同期同學尚有冼灝英、郭晉安、祝文君以及王綺琴（後二人非主修武術）。其後先後加入劉家良的劉家班和梁小熊的武術指導班底。他是香港中國國術龍獅總會的裁判，亦為香港武術教練公會的成員與香港南北國術協會第五屆的名譽會長。其世界功夫武術段位為師範八段。他為人，尤其是中國內地觀眾認識的是在1992年的電影《武狀元蘇乞兒》中飾演的「博達爾多」和1996年電影《大內密探零零發》中飾演的「零零喜」。
吳育樞自1980年入代起曾經為多齣電影和多套電視劇擔任武術指導。出道初期已活躍於電視電影圈。除了當動作指導，還會作幕前演出。他大約在1980年代中期加入無綫電視動作特效組，並由副動作特技指導逐漸於2010年代升為動作特技指導。至今仍不時為電視劇指導武術。吳育樞曾在2011年的綜藝節目《功夫新星》中擔任電影特技動作導師。近年活躍於中港兩地的電視電影圈和擔任動作導演。也會為香港動作特技演員專業訓練班培訓新人吳育樞是已故武打巨星李小龍的影迷。他於1998年與友人合編了一本有關的書籍《李小龍紀念品收藏畫冊》。更在1995年成為香港李小龍會的創會副會長。另外，吳育樞在1997年與一群香港玩具收藏家成立了「香港玩具會」。同年在香港會議展覽中心舉辦了全香港首個包含了展覽和展銷的玩具嘉年華。而他自己在1998年成立了個人品牌「TAO」，專門設計和製造12吋、反映東方傳統街頭文化的動作模型。

## 演出作品

### 電視劇（無綫電視）
| 首播   | 節目名稱             | 角色     | 備註                                           |
| 1987年 | 杜心五               |          |                                                |
| 1987年 | 書劍恩仇錄           |          |                                                |
| 1988年 | 七情十三篇           |          | 第六篇：前世 第七篇：寂寞戰士 第八篇：血網迷情 |
| 1989年 | 玉面飛狐             | 關東大魔 |                                                |
| 1989年 | 俠客行               |          |                                                |
| 1991年 | 灰網                 |          |                                                |
| 1992年 | 武林幸運星           | 巫勝     |                                                |
| 1992年 | 壹號皇庭             | 大漢     | 單元五：毆打                                   |
| 1993年 | 原振俠               | 育樞     |                                                |
| 1993年 | 射鵰英雄傳之九陰真經 | 沙清風   |                                                |
| 1993年 | 俠女游龍             |          |                                                |
| 1994年 | 獨臂刀客             | 德川將軍 |                                                |
| 1995年 | 孝感動天             |          | 趙氏孤兒篇                                     |
| 1997年 | 苗翠花               |          |                                                |
| 1998年 | 林世榮               | 刁虎     |                                                |
| 2016年 | 巾幗梟雄之諜血長天   |          |                                                |

### 電視劇（亞洲電視）
| 首播   | 節目名稱 | 角色 | 備註 |
| 1982年 | 血債血償 |      |      |

### 電視電影
- 1992年：羣星會

### 電影
- 1980年：破戒大師
- 1980年：發圍
- 1980年：少林搭棚大師
- 1981年：武館
- 1981年：長輩
- 1981年：龍虎小英雄
- 1982年：十八般武藝
- 1982年：御貓三戲錦毛鼠
- 1982年：神探光頭妹
- 1983年：奇謀妙計五福星
- 1983年：樑上君子
- 1983年：紅鬼仔
- 1983年：掌門人
- 1984年：黃禍
- 1984年：五郎八卦棍
- 1984年：青蛙王子
- 1984年：霹靂雷電
- 1985年：摩登仙履奇緣
- 1985年：情逢敵手
- 1986年：魔翡翠
- 1987年：鬼新娘
- 1987年：中華戰士
- 1987年：肝膽相照
- 1987年：凌晨晚餐
- 1987年：江湖正傳
- 1988年：皇家師姐III雌雄大盜
- 1988年：天羅地網
- 1988年：江湖接班人
- 1988年：血點
- 1988年：天使行動II火鳳狂龍
- 1988年：烈血風雲
- 1988年：殺出香港
- 1988年：義膽紅唇
- 1988年：老虎出更
- 1988年：學校風雲
- 1989年：黑色迷牆
- 1989年：我要富貴
- 1989年：奪寶龍虎鬥
- 1989年：喋血雙雄
- 1989年：省港旗兵3
- 1989年：急凍奇俠
- 1989年：血裸祭
- 1989年：西雅圖大屠殺
- 1990年：無敵幸運星
- 1990年：瘦虎肥龍
- 1990年：壯志豪情
- 1990年：虎膽女兒紅
- 1990年：快樂的小雞
- 1991年：越青
- 1991年：冷面狙擊手
- 1991年：滾滾紅唇
- 1991年：表姐，妳好嘢！續集
- 1991年：贏錢專家
- 1991年：整蠱專家
- 1991年：正紅旗下
- 1992年：武狀元蘇乞兒 飾 博達爾多
- 1992年：精靈變
- 1992年：警察故事III超級警察
- 1992年：疊影驚情
- 1993年：黃飛鴻之鐵雞鬥蜈蚣
- 1993年：妙探雙嬌
- 1994年：新英雄本色
- 1994年：94獨臂刀之情
- 1995年：虎猛威龍
- 1996年：食神
- 1996年：龍虎砵蘭街
- 1996年：阿金
- 1996年：大內密探零零發 飾 零零喜
- 1997年：猛鬼卡拉OK
- 1997年：愛上100%英雄
- 1998年：殺手之王
- 1999年：千禧巨龍
- 1999年：強姦終極篇之最後羔羊
- 2001年：拳神
- 2004年：終極格鬥
- 2008年：我老婆係賭聖
- 2021年：龍虎武師（紀錄片）

## 指導作品
*以下資料出自相關影視作品劇終時列出的幕後製作人員名單。若有遺漏，請協助補充相關資料。

### 電視劇
副動作特技指導：
- 1987年：杜心五
- 1989年：玉面飛狐
- 1991年：灰網
- 1992年：出位江湖
- 1993年：俠女游龍
- 1994年：獨臂刀客
- 1995年：神鵰俠侶 、白髮魔女傳、刑事偵緝檔案
- 1996年：笑傲江湖
- 1997年：刑事偵緝檔案III、苗翠花、真命天師
- 1999年：十三密殺令
- 2000年：碧血劍、金裝四大才子
- 2001年：娛樂反斗星
- 2003年：衛斯理
- 2005年：西廂奇緣
- 2007年：布衣神相、天機算
- 2008年：少年四大名捕
- 2009年：學警狙擊
- 2010年：飛女正傳
- 2011年：洪武三十二、九江十二坊
- 2012年：造王者、拳王、衝呀！瘦薪兵團
- 2013年：女警愛作戰

動作特技指導：
- 2014年：寒山潛龍、老表，你好Hea！、再戰明天、名門暗戰
- 2015年：樓奴、拆局專家、天眼、倩女喜相逢、東坡家事、實習天使、愛·回家、華麗轉身
- 2016年：鐵馬戰車、EU超時任務
- 2017年：乘勝狙擊、性在有情
- 2018年：平安谷之詭谷傳說
- 2019年：婚姻合伙人
- 2019年：金宵大廈、廉政行動2019

### 電影
助理指導：
- 1986年：魔翡翠
- 1992年：羣星會
- 1992年：武狀元蘇乞兒
- 2010年：唐伯虎點秋香2之四大才子

### 舞台劇
- 2016年：羅生門（劍道及動作指導）[12][13]

### 其他
- 2011年：功夫新星（無綫電視）
- 2015年：今晚睇李（無綫電視）

## 動作設計
- 1984年：霹靂雷電
- 1989年：黑色迷牆
- 1993年：妙探雙嬌
- 1994年：94獨臂刀之情
- 1994年：吸我一個吻
- 2017年：混混英雄（內地網絡電影）[14]

## 動作導演
- 2016年：一拳青春（網絡電影）[15]
- 2016年：福星特攻隊（網絡電影）[16]

## 節目嘉賓
- 2015年：港人自講（鳳凰衛視）[17]

## 個人創作
- 1998年：《李小龍紀念品收藏畫冊》（與黃耀強合編，由次文化堂出版，ISBN ：962-7420-02-39）

## 外部連結
- 《麥DON鴻9UP電影》第8集 - 吳育樞師傅專訪
- 香港影庫 吳育樞（页面存档备份，存于）